# Olivier Clerc

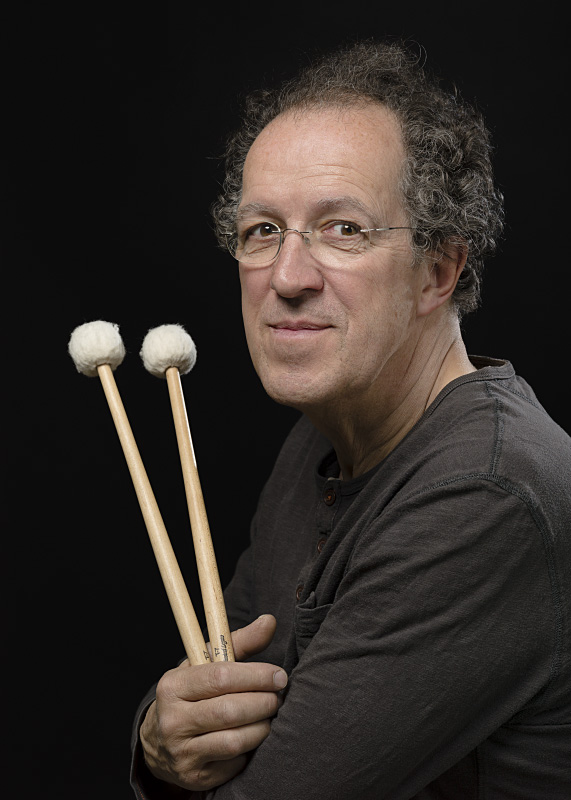
Olivier Clerc

Olivier Clerc (* 25. September 1950 in Lausanne) ist ein Schweizer Jazz- und Improvisationsmusiker (Schlagzeug, Perkussion).

## Leben und Wirken
Clerc stammt aus einer musikalischen Familie; sein jüngerer Bruder ist der Organist Pierre-Alain Clerc. Nach einer klassischen Ausbildung an Klavier und Violine wechselte er 1959 ans Schlagzeug. Er erhielt Unterricht am Genfer Konservatorium, bevor er im Alter von 15 Jahren den Jazz entdeckte. Zudem nahm er an einem Drum-Workshop von Kenny Clarke teil.
Ende der 1960er Jahre spielte er mit dem Pianisten François Lindemann in Lausanne Jazz; 1974 wurde er Schlagzeuger des gemeinsamen Quartetts mit Jean-Luc Barbier, zu dem auch der Bassist Olivier Magnenat gehörte. Ein Jahr später trat die Band beim Montreux Jazz Festival auf; für den Mitschnitt des Konzerts erhielt die Gruppe in Spanien eine goldene Schallplatte. Zwei Jahre später entstand ein zweites Album mit dem Titel CM4-1977. 1982 gründete Clerc mit Jean-François Bovard, Daniel Bourquin und Léon Francioli die Gruppe BBFC, mit der er ein Jahrzehnt lang erfolgreich auftrat und mehrere Alben einspielte. Er arbeitete auch mit Hans Kennel, Pascal Auberson, Urs Blöchlinger, Erik Truffaz, Hans Koch, Henri Texier, Louis Sclavis, Franco D’Andrea, Paolo Fresu, Gianluigi Trovesi, Paul Lovens, Barre Phillips, Buddy Collette, Tony Coe, Richie Beirach oder Farafina.
Clerc war auch als Theatermusiker tätig. In den frühen 1990er Jahren arbeitete er als Mitglied des Trios von Gaspard Glaus (mit Bob Harrison) und mit André Jaume (u. a. Album Peace mit Charlie Haden). Von 1996 bis 2000 gehörte er zur Band des Pianisten Malcolm Braff, mit dem er 1999 das Album Together bei Blue Note veröffentlichte. Seit 1995 ist er Schlagzeuger von Urban Safari (um Vinz Vonlanthen). Daneben ist er als Instrumentenbauer tätig.